# Miguel Haddad
Miguel Moubadda Haddad (Jundiaí, 15 de outubro de 1957) é um político brasileiro, foi deputado federal por São Paulo, vice-líder do PSDB na Câmara Federal .

## Biografia
Miguel é filho de imigrantes libaneses e formado em Direito, iniciou sua carreira política quando se elegeu vereador e em 1988 foi reeleito vereador, em 1992, disputou o cargo de vice-prefeito pela Prefeitura de Jundiaí, sendo eleito.
Prefeito de Jundiaí em três ocasiões, foi deputado estadual, presidente da Fundação para o Desenvolvimento da Educação (FDE) do Estado de São Paulo e da Aglomeração Urbana de Jundiaí hoje Região Metropolitana de Jundiaí, que reúne, além da cidade sede, Várzea Paulista, Campo Limpo Paulista, Jarinu, Cabreúva, Itupeva e Louveira.
Em seus mandatos, Jundiaí conquistou reconhecimento nacional, sendo considerada a melhor cidade do País em gestão pública, conforme pesquisa publicada pela revista Exame.
Como deputado federal, Haddad votou a favor do Processo de impeachment de Dilma Rousseff. Já durante o Governo Michel Temer, votou a favor da PEC do Teto dos Gastos Públicos. Em abril de 2017 foi favorável à Reforma Trabalhista. Em agosto de 2017 votou a favor do processo em que se pedia abertura de investigação do presidente Michel Temer.

## Desempenho em eleições
| Ano  | Eleição               | Coligação                                              | Partido | Candidato a       | Votos         | Votos em Jundiaí           | Resultado |
| ---- | --------------------- | ------------------------------------------------------ | ------- | ----------------- | ------------- | -------------------------- | --------- |
| 1982 | Municipal de Jundiaí  | MDB                                                    | MDB     | Vereador          | —             | 2.481 (4º)                 | Eleito    |
| 1988 | Municipal de Jundiaí  | MDB                                                    | MDB     | Vereador          | —             | 1.445 (6º)                 | Eleito    |
| 1992 | Municipal de Jundiaí  | PSDB, PSB                                              | PSB     | Vice-Prefeito     | —             | 36.170 (1º)                | Eleito    |
| 1994 | Estadual de São Paulo | PSDB                                                   | PSDB    | Deputado Estadual | 36.100 (46º)  | 28.210 (1º)                | Eleito    |
| 1996 | Municipal de Jundiaí  | PSDB                                                   | PSDB    | Prefeito          | —             | 80.163 (1º - turno único)  | Eleito    |
| 2000 | Municipal de Jundiaí  | PPB, PTB, PMDB, PSL, PSC, PL, PPS, PGT, PSB, PSD, PSDB | PSDB    | Prefeito          | —             | 100.254 (1º - turno único) | Eleito    |
| 2008 | Municipal de Jundiaí  | PSC, PR, PMN, PSB, PRP, PSDB, PPL, PSD, PTdoB          | PSDB    | Prefeito          | —             | 98.734 (1º - turno único)  | Eleito    |
| 2014 | Estadual de São Paulo | PSDB, DEM, PPS, PRB                                    | PSDB    | Deputado Federal  | 168.278 (23º) | 91.673 (1º)                | Eleito    |
| 2018 | Estadual de São Paulo | PSDB, DEM, PP, PSD                                     | PSDB    | Deputado Federal  | 86.042 (53º)  | 46.378 (1º)                | Suplente  |